# Гаухаршад

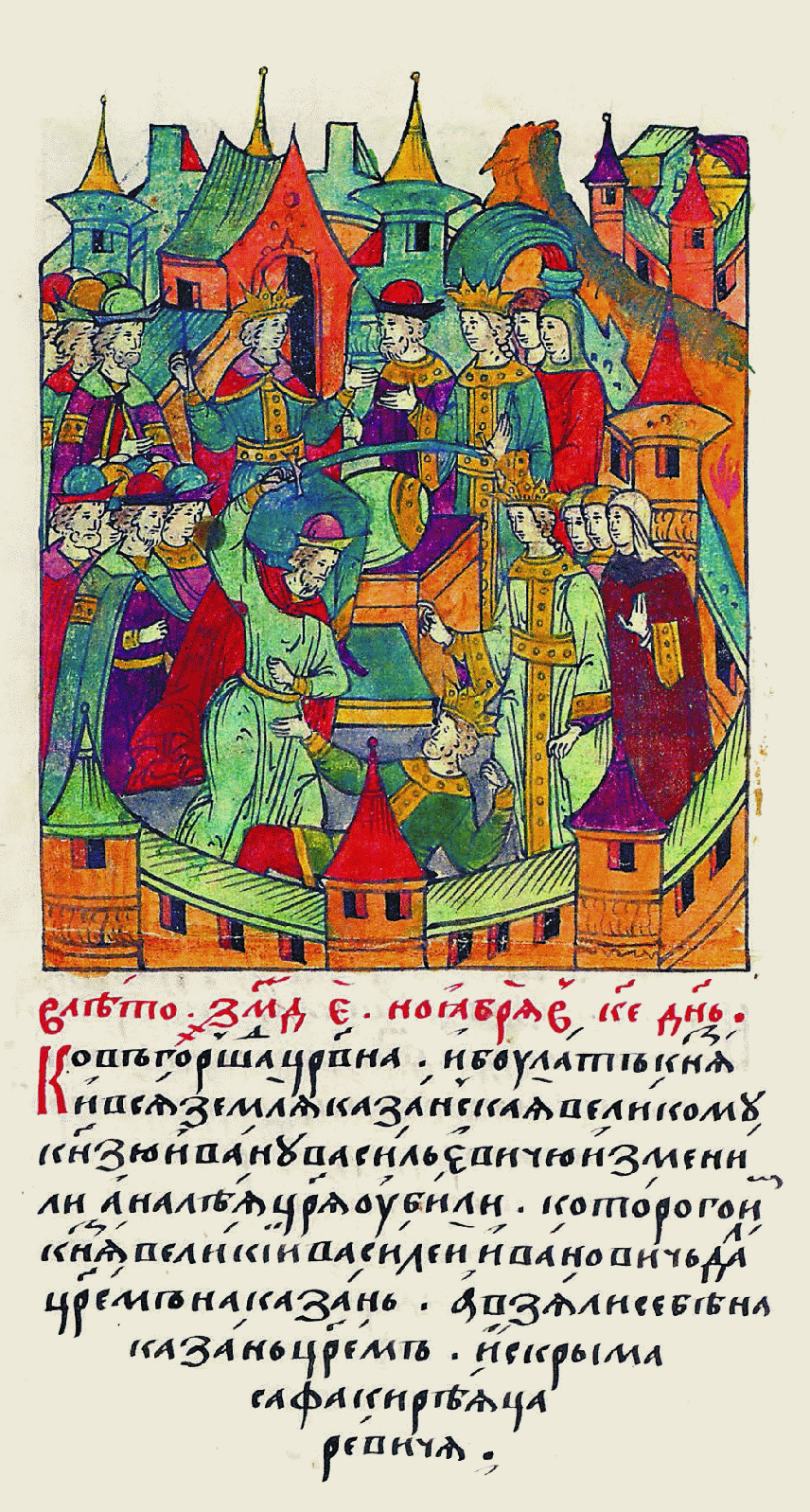
Миниатюра Лицевого летописного свода: «В 7044 году в ноябре
в 25 день. Ковгоршад царевна и Булат-князь, и вся земля Казанская великому князю Ивану Васильевичу изменили: царя Яналея убили, которого им князь великий Василий Иванович дал царем на Казань, а взяли себе на Казань царем из Крыма царевича Сафа-Гирея».

Гаухаршад (Ковгоршат, Ковгоршад, Горшанда, тат. Гәүһәршат, Gəwhərşat) (1481 — не ранее 1546) — казанская ханбика (в русской терминологии — царевна), активная участница общественно-политических событий в Казанском ханстве в 1531—1545 гг., регентша при несовершеннолетнем хане Джан-Али (1531—1533). Дочь Ибрагим хана и Нур-Султан бикем, сестра казанских ханов Мухаммед-Эмина и Абдул-Латифа.
Проживала в Казани. После смерти Мухаммед-Эмина в 1519 году и пресечении мужской линии династии вопрос о её участии во власти не обсуждался.
На политической арене царевна появилась в возрасте не менее 50 лет во время правления представителя крымской династии хана Сафы-Гирея. Его приход к власти не устраивал московского князя Василия III, который предпринял несколько неудачных походов на Казань. Кроме того, русское правительство ограничило торговлю с Казанским ханством. Война и ограничительные меры серьёзно нарушили торговлю и нанесли ущерб как русским, так и казанским купцам, что вызывало недовольство. Росло сознание необходимости восстановления нормальных отношений с Русью. Многие видные представители казанской знати были недовольны присутствием во власти пришлых крымских сановников. Во главе заговора стояли мурза Кичи-Али, князь Булат Ширин и бакши Ибрагим, активную роль в заговоре играли русские дипломаты Ф. И. Карпов (по другим источникам Ф. А. Карпов) и Меньшой Путятин. Заговорщики сплотились вокруг царевны Ковгоршад, как единственной представительницы старой династии, происходящей от Улу-Мухаммеда. В мае 1531 года в Казани совершился переворот. Сафа-Гирей вместе с женою бежал к её отцу, князю Мамаю Ногайскому. Было создано временное правительство, во главе которого стала царевна Ковгоршад, а в состав его вошли Кичи-Али и Булат Ширин. Казнили видных представителей провосточной партии — сибирского князя Раст, аталыка хана Сафа-Гирея, Али-Шахкула и других.
Русское правительство желало восстановить на престоле ранее свергнутого Шах-Али, но казанское правительство было решительно против, и Москва согласилась с предложенной кандидатурой младшего брата Шах-Али, малолетнего Джан-Али, Касимовского царевича. Юный хан был только номинальным главой государства. Правительство, как регент, возглавляла царевна Ковгоршад, у власти были названные в грамотах по именам князья Булат и Танай.. Правительство поддерживало тесные сношения с русским правительством. В июне 1533 г. хан Джан-Али женился на ногайской княжне Сююмбике, дочери нового ногайского князя Юсуфа, на чем и настаивала Гаухаршад. Для согласования брака с Москвой было отправлено посольство в составе оглана Аппака, князя Кадыша (брата князя Отуча), Касимовского князя Кутлу Булата и бакши Евтека. Видимо, брак хана означал его совершеннолетие и окончания официального регентства, но царевна Ковгоршад и по окончании своего регентства не утратила влияния на государственные дела и сохраняла его еще в течение 12 лет.
Перемена правления после смерти Василия III в 1535 г. проявилось и в Казани, русские послы потеряли значительную долю своего авторитета, возросло влияние восточной партии. Правительство царицы Ковгоршад видимо решило освободиться от русской опеки и вступить на путь самостоятельной политики. Поворот казанской политики сопровождался дворцовым переворотом, Джан-Али был убит 25 сентября 1535 г. при невыясненных обстоятельствах, а на престол был вновь повторно приглашен хан Сафа-Гирей.
Политический кружок, возглавляемый царевной и князем Булатом, продолжал оставаться у власти, но во власть вошли и пришлые крымские деятели. В 1541 г. посланцы из Казани вели тайные переговоры в Москве, речь шла о поддержке возможного переворота. Однако в Москве не было твердого правительства — с падением князя И. Ф. Бельского в январе 1542 года и приходом к власти князей Шуйских планируемый поход на Казань был отложен. Кружок Ковгоршад видимо нашел компромиссы с ханом и уже настаивал на примирении Москвы с ним. Однако в 1545 году русское правительство предприняло крупный и безрезультатный поход на Казань. Вероятно, русские рассчитывали на внутреннюю поддержку оппозиции, но её выступление не состоялось. Тем не менее, после похода русских кружок царевны был разгромлен. После этого царевна Ковгоршад, и князь Булат не упоминаются. Оппозицию правительству после этого возглавили сеид Беюрган, князь Кадыш и Чура Нарыков.

## Легенды
В памяти татарского народа осталась как умная и образованная женщина.
В Степенной книге говорится, что Горшанда знала татарскую грамоту «и была научена многому бесовскому волхованию, предсказала в Казани, перед московскими послами, что Казань скоро будет взята русскими». По преданиям, царевна Гаухаршад не хотела пережить покорение Казанского царства и, поклявшись мстить русским, бросилась в озеро Кабан, где и до сих пор тянет на дно купающихся.

## Гаухаршад в искусстве
- «Гаваршад» — пьеса Ахмета Булатова;
- «Гаваршад» — роман, написанный Маратом Амирхановым на татарском языке;
- «Ковгоршат» — русскоязычный роман из трилогии Ольги Ивановой «Правительницы Казани».

## Примечание
1. ↑  ru.rodovid.org «Танай» Т. М. Львов